# Oscar Ahlström (ishockeyspelare)
Oscar Ahlström, född den 15 november 1986 i Farsta, Stockholm, är en svensk ishockeyspelare (forward) som spelar för italienska Fiemme. Han har tidigare spelat för bland annat i AIK i Elitserien. Han har också en tvillingbror, Victor Ahlström, som också har spelat i AIK.